# Damián de Vegas
El doctor frey Damián de Vegas fue un poeta y dramaturgo español de la segunda mitad del siglo XVI, hoy bastante olvidado, pero en su época no poco célebre.

## Biografía
Fue vecino de Toledo y tal vez salmantino; por una epístola en verso que le dirigió, sabemos que tuvo un hermano mayor llamado Cosme de Vegas que fue médico. Tamayo de Vargas, en su Junta de libros (1624), le da los títulos de Doctor y Caballero del hábito de San Juan. En el prólogo al libro en que recogió sus obras declara frey Damián que residió mucho tiempo en Toledo, ciudad que amaba profundamente, y que en su juventud anduvo escribiendo comedias profanas, por lo cual, ya adulto, quiso dedicarse solo a la poesía moral y sacra. Miguel de Cervantes mencionó en el "Canto de Calíope" de La Galatea (1584) las virtudes poéticas del "licenciado Damián de Vega" [sic] y Agustín de Rojas Villandrando en su El viaje entretenido cita al comendador Vega como uno de los dramaturgos posteriores a Lope de Rueda, haciéndolo autor de unas Lauras que Cayetano Alberto de la Barrera identificaba con "las vanas comedias que el doctor Damián compuso en su mocedad". Publicó una colección de sus obras bajo el título Poesía christiana, moral y divina (Toledo, en casa de Pedro Rodríguez, 1590) que fue reimpresa por Justo de Sancha en el tomo XXXV de la Biblioteca de Autores Españoles. Como poeta es desigual, pues de pronto alcanza cumbres que asombran como se deja llevar por lo monótono. Compuso redondillas, quintillas, décimas, sonetos, tercetos, algunas canciones; es de versificación fácil y dicción pura y castiza. Como autor dramático, habiéndose perdido sus Lauras, se puede juzgar por las piezas incluidas en el libro que nos dejó que es un autor de transición entre Lope de Rueda y Lope de Vega.

## Estate
Es el autor del famoso himno/oración de la Liturgia de las Horas cuya letra es:
Estáte, Señor, conmigo
siempre, sin jamás partirte,
y, cuando decidas irte,
llévame, Señor, contigo;
porque el pensar que te irás
me causa un terrible miedo
de si yo sin ti me quedo,
de si tú sin mí te vas.

Llévame en tu compañía,
donde tú vayas, Jesús,
porque bien sé que eres tú
la vida del alma mía;
si tú vida no me das,
yo sé que vivir no puedo,
ni si yo sin ti me quedo,
ni si tú sin mí te vas.

Por eso, más que a la muerte,
temo, Señor, tu partida
y quiero perder la vida
mil veces más que perderte;
pues la inmortal que tú das
sé que alcanzarla no puedo
cuando yo sin ti me quedo,
cuando tú sin mí te vas.

## Obras
- Libro de poesía christiana, moral y divina (Toledo, en casa de Pedro Rodríguez, 1590)
- Comedia Jacobina o bendición de Isaac
- Coloquio entre una doncella honesta y un hombre lascivo, amante
- Coloquio entre un alma y sus tres potencias